# Flaxman (krater)
Flaxman – krater uderzeniowy w Australii Południowej. Skały krateru są widoczne na powierzchni ziemi, choć misa krateru nie jest rozpoznawalna.
Krater ma średnicę 10 km, powstał dawniej niż 35 milionów lat temu (eocen), w podłożu zbudowanym z metasedymentów o wieku neoproterozoicznym i dolnopaleozoicznym, poprzecinanych intruzjami skał kwaśnych.